# Inowrocław Rąbinek
Inowrocław Rąbinek – jedna ze stacji kolejowych i węzłów kolejowych na magistrali węglowej w Inowrocławiu.

## Ruch pasażerski
| Rok  | Wymiana pasażerska na dobę |
| ---- | -------------------------- |
| 2017 | 50-99                      |
| 2022 | 50-99                      |

W związku z zamknięciem linii E20 na odcinku Września – Barłogi niektóre pociągi PKP Intercity kursujące trasą objazdową zatrzymują się na stacji. Z tej okazji został wyremontowany i wydłużony peron nr 2.

## Połączenia
Na przystanku zatrzymuje się jedna para pociągów spółki PKP Intercity. Korzystają one wyłącznie z toru przy peronie 2.

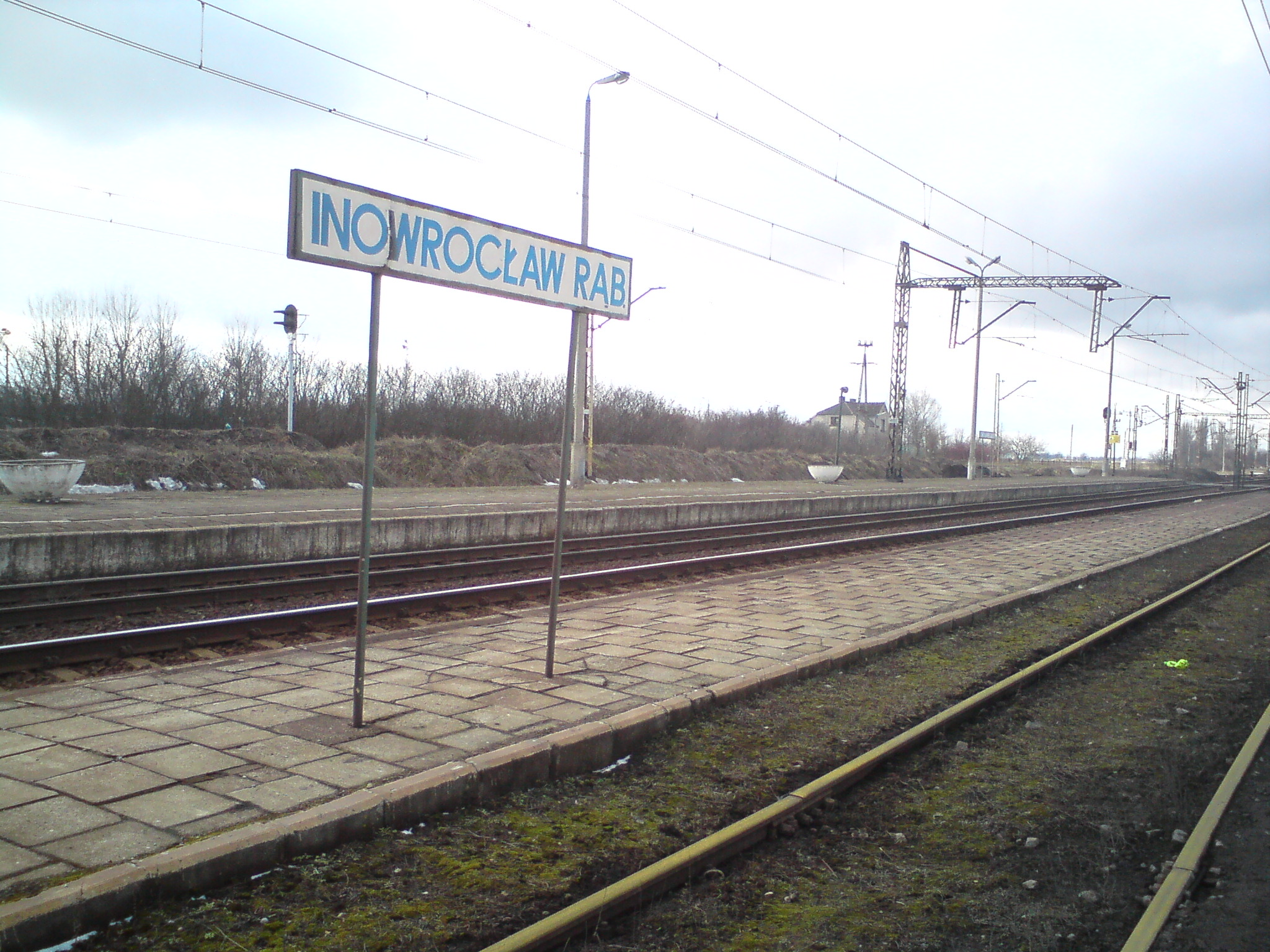
Tablica z nazwą stacji przed odnowieniem